# 싸이언 프라다 II
싸이언 프라다 II(CYON Prada II)는 LG전자가 2009년 6월 8일에 출시한 피처폰이다. 현재까지 대한민국에 출시된 휴대전화 중 가장 비싸다.

## 같이 보기
- LG 프라다 II
- 싸이언 프라다
- LG 프라다